# Vina (Djérem)
Der Vina ist ein Fluss in Kamerun.

## Verlauf
Der Fluss hat seine Quellen etwa 60 km südöstlich der Stadt Ngaundere im Hochland von Adamaua, auf einer Höhe von 1450 m bei der Ortschaft Nangue. Er fließt zunächst etwa 50 km in nordwestliche Richtung. Nahe der Stadt Ngaundere ändert er seinen Kurs Richtung Südwesten. Nach weiteren 70 km ändert er erneut seinen Verlauf nach Süden und mündet schließlich in den Djérem.

## Hydrometrie
Die Durchflussmenge des Vina wurde am Pegel Lahoré zwischen den Jahren 1951 und 1980 bei gut einem Drittel des Einzugsgebietes in m³/s gemessen.
- Diagrammdaten:
- Definition |
- Rohdaten |
- Hilfe

## Abgrenzung
In der gleich Region, nördlich von Ngaoundéré, hat ein weiterer Fluss namens Vina seine Quellen. Allerdings entwässert dieser zum Tschadsee.

## Wasserfälle

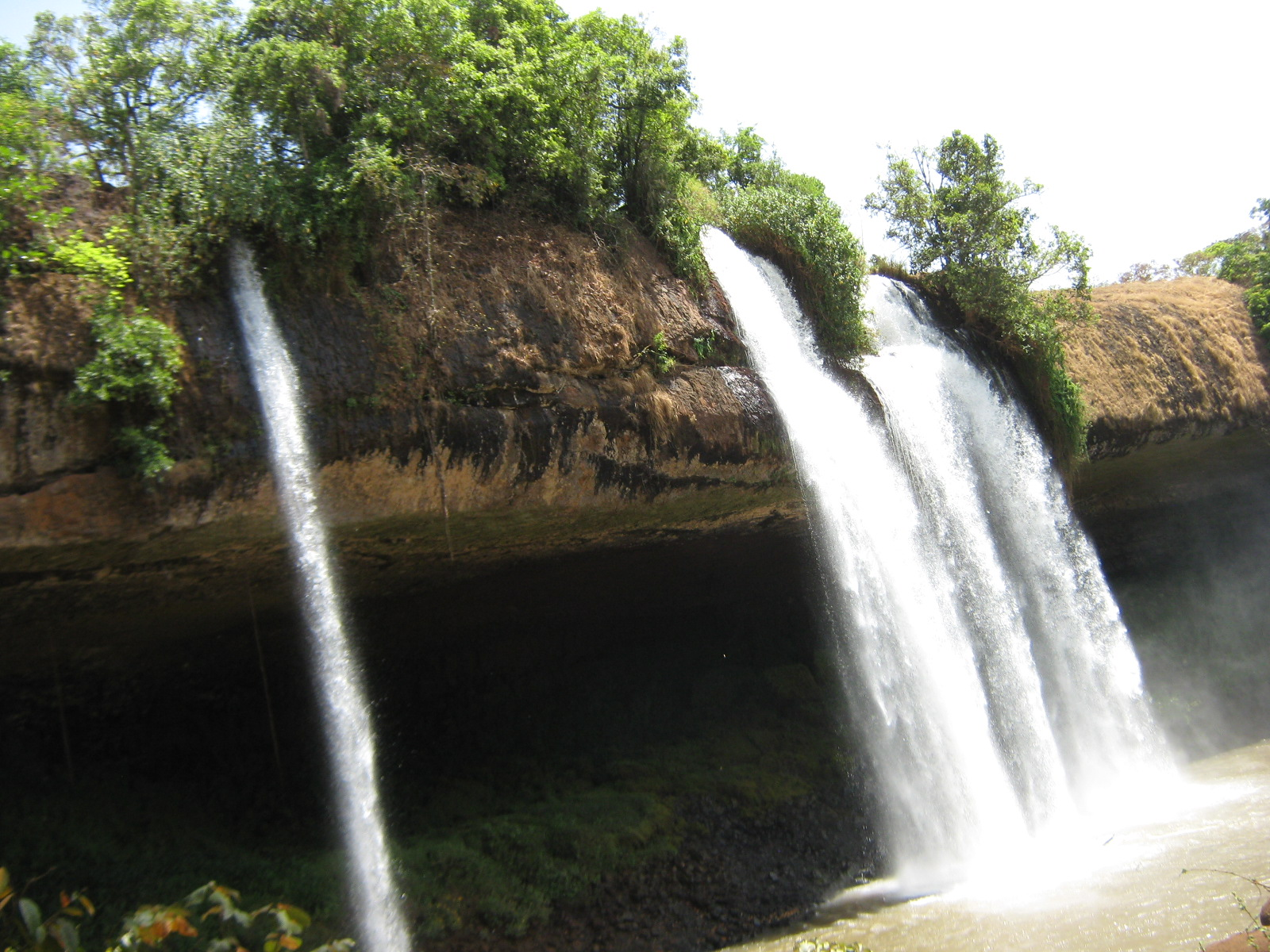
Wasserfall am Tello

Es befinden sich im Einzugsgebiet des Vina mehrere Wasserfälle die als touristische Attraktion gelten. Einer davon befindet sich an seinem Nebenfluss Tello. Der bekannteste liegt am Vina, etwa 10 km südlich von Ngaundere direkt an der Fernstraße N1.